# Ioan al VI-lea de Neapole
Ioan al VI-lea (d. 1120 sau 1123) a fost duce de Neapole începând cu 1097 sau cu 1107 până la moarte.
Ioan a fost fiul și succesorul ducelui Sergiu al VI-lea de Neapole. Domnia sa este mai degrabă obscură din cauza lipsei evidenței documentare. Se știe că a urmat politica tatălui său de strângere a relațiilor cu Imperiul bizantin, în contextul expansiunii normanzilor, el primind la un moment dat titulatura bizantină de protosebastos. Ioan a fost căsătorit cu Eva (sau Anna), fiică a lui Geoffrey Ridell, și a fost tatăl ultimului duce de Neapole, Sergiu al VII-lea.